# Junketsu no Maria
Junketsu no Maria (純潔のマリア?  "Jungfru Maria"), även känd som Maria the Virgin Witch ("Jungfruhäxan Maria"), är en seinen-manga som skrevs och tecknades av Masayuki Ishikawa, och gavs ut av Kodansha i magasinet Good! Afternoon från den 7 november 2008 till den 5 juli 2013.
En anime-adaption som regisseras av Gorō Taniguchi och produceras på Production I.G började sändas på japansk TV den 11 januari 2015.

## Handling
Serien utspelar sig i Frankrike under Hundraårskriget, och följer Maria, en av den tidens mest kraftfulla häxor. Hon går mellan Frankrike och England, och manipulerar deras trupper tillsammans med sin succuba och incubus, för att hjälpa människor och för att bevara fred. Många av byborna uppskattar henne, medan kyrkan kallar henne kättare. Då nyheterna om hennes handlingar sprids ingriper ärkeängeln Mikael, som inte vill att hon ska lägga sig i människoaffärer. Mikael förbjuder henne att använda sina magiska krafter offentligt, säger att hon kommer att förlora krafterna den dagen hon förlorar sin oskuld, och skickar ängeln Ezekiel för att övervaka henne.

## Volymer
Utöver utgivningen i Good! Afternoon, gavs serien även ut i tankōbon-volymer:
| Nr | Utgivning       | ISBN               |
| -- | --------------- | ------------------ |
| 1  | 5 februari 2010 | ISBN 9784063106220 |
| 2  | 7 oktober 2011  | ISBN 9784063107821 |
| 3  | 7 oktober 2013  | ISBN 9784063879247 |